# کرخت (ترانه ریانا)
«کرخت» (به انگلیسی: Numb) ترانه‌ای از ریانا، امینم است. این ترانه در آلبوم ناعذرخواهانه قرار داشت.